# Карл Цајс
Карл Цајз (Вајмар, 11. септембар 1816 — Јена, 3. децембар 1888) је био немачки оптичар и установитељ познате истоимене фирме Карл Цајз.
Одрастао је у Вајмару, у Немачкој. 1840. постане врло познат израђивач квалитетних сочива са седиштем у граду Јена, где је имао радњу. Испочетка сочива су се користила у микроскопима, а касније са инвентирањем камере и у фото-техници. Данас можемо наћи Цајзову оптику у камерама, контактним сочивима, наочарима, микроскопима па чак и код насиног свемирског телескопа Хабл (енгл. Hubble).